# Ryzyko (film 2000)
Ryzyko (ang. Boiler Room) – thriller kryminalny prod. USA z 2000 roku.

## Opis fabuły
Seth Davids, podejmuje współpracę z małą, nieznaną szerszej publice, ale niezwykle dynamiczną, firmą inwestycyjną JT Marlin. Firma zatrudnia bardzo młodych ludzi, obiecując im zarobki rzędu miliona dolarów w ciągu pierwszych trzech lat. Ich praca to głównie sztuka manipulacji, którą Seth opanowuje do perfekcji, stając się jednym z czołowych pracowników firmy. W tym samym czasie FBI podejmuje tajne śledztwo wobec JT Marlin.

## Obsada
- Giovanni Ribisi jako Seth Davis
- Vin Diesel jako Chris Varick
- Nia Long jako Abbie Halpert
- Nicky Katt jako Greg Weinstein
- Scott Caan jako Richie O'Flaherty
- Ron Rifkin jako ojciec Setha
- Jamie Kennedy jako Adam
- Taylor Nichols jako Harry Reynard
- Bill Sage jako agent David Drew
- Tom Everett Scott jako Michael Brantley
- Ben Affleck jako Jim Young
- John Griesemer jako Concierge
- David Younger jako Marc
- Jon Abrahams jako Jeff
- Donna Mitchell jako pani Davis
- André Vippolis jako Neil Davis
- Neal Lerner jako gej
- Desmond Harrington jako pracownik firmy
- Mark Moshe Bellows jako John Feiner
- Lisa Gerstein jako Sheryl
- Ross Ryman jako Isaac